# دیگو کلمبوس
دیگو کلمبوس (پرتغالی: Diogo Colombo) (اسپانیایی: Diego Colón) (ایتالیایی: Diego Colombo) (1479/1480 میلادی - ۲۳ فوریه ۱۵۲۶ میلادی)، ناوبر و کاوشگری تحت پادشاهان کاستیل و آراگون بود. او به عنوان دومین دریاسالار ایندیز (هند شرقی)، دومین نایب السلطنهٔ ایندیز و چهارمین فرماندار ایندیز در قالب کشتی به «پادشاهان کستیل و آراگون» خدمت نمود. او بزرگترین پسر کریستوف کلمب و همسرش فیلیپا مونیز پرسترلو بود.
او در پرتغال بدنیا آمد، یا در پورتو سانتو در ۱۴۷۹/۱۴۸۰ میلادی یا لیسبون در ۱۴۷۴ میلادی. او عمدهٔ عمر بزرگسالی خویش را در تلاش برای کسب مجدد عناوین و اختیاراتی سپری نمود که به پدرش توظیف شده بود و ازشان در کاوش‌ها استفاده کرده و در ۱۵۰۰ میلادی فوت نموده بود. ازدواج او با «ماریا دی تولدو ی روجاس» در این مسیر کمک شایانی بدو کرد، او دختر برادر/خواهر دوک دوم آلبا بود که عمو/عمه/... زاده فرناندوی دوم، پادشاه آراگون بود.

## اوان زندگی
دیگو در دربار اسپانیایی در ۱۴۹۲ میلادی سمت «پیج» را بدست آورده و همان سال پدرش اولین سفر دریایی خویش را براه انداخت. دیگو برادر ناتنی جوان‌تری به نام فرناندو داشت که فرزند «بیتریز انریکز دی آرانا» بود.
دیگو کلمبوس تحت تعلیم همس ردوم کریستف کلمب به نام «بیتریس دی آرانا» بود تا این که به خانقاه فرانسیسکن «لا رابیدا» منتقل شد. این انتقال با اصرار پدر روحانی خوان پرز صورت پذیرفت که یک فرانسیسکن برجسته و کشیش ضمنی از سوی پدرش قلمداد می‌گشت.
فردینان و دیگو پیج‌هایی برای شاهزاده دون خوان بود، سپس پیجی برای ایزابل یکم در ۱۴۹۷ میلادی شد.

## نایب السلطنهٔ ایندیز
در اوت ۱۵۰۸ میلادی به او لقب «فرماندار ایندیز» داده شد، سمتی که پدرش هنگام ورود به سانتو دمینگو در ژوئیهٔ ۱۵۰۹ میلادی داشت. او خانه‌اش را تأسیس نمود (الکازار دی کولون) که هنوز هم در سانتو دمینگو وجود دارد، در مکانی که اکنون به جمهوری دومینیکن معروف است. در ۱۵۱۱ میلادی، دیگو کلمبوس به عنوان نایب السلطنهٔ ایندیز، «دیگو ولازکوئز دی کوئلار» را به سفر اکتشافاتی از سانتا دومینگو به جزیره اسپانیایی کوبا که به تازگی تصاحب شده بود فرستاد.
به گفته فلوید دیگو «... با همراهان زیادی همراهی می‌شد: همسرش، دونا ماریا، اولین «گران داما»ی بر جدید، دوک خواهر/برادر/... زادهٔ آلبا با گروه دونسلاس خودش و اقوام نزدیکش - فرناندو برادر ناتنی، دوتا از عموهایش دیگو و بارتولومه و عمو/خاله/... زاده‌اش آندرئا و گیووانی. همچنین در سفرهای اکتشافاتی اش، کریادوس و ضامنین پدر مسنش نیز قرار داشتند: مارکوس دی آگویلار، شهردار مستقیم آلکالده او، دیگو مندز، مدیر بازرگانی‌اش و مربی سابقش به نام گرونیمو دی آگوئرو. سایر کولومبیستاهای وفادار با او سانتو دومینگو ملاقات کردند - عموی او طبق ازدواج، فرانسیسکو دی گارای، که نامش شهردار آلگوئاسیل بود و کریادوسِ بارتولومه، میگوئل دیاز، دیگو ولاسکس و خوان سرون. بعدها بسیاری از خاندان‌های قابل توجه و مشهور جزایر از نسل او به صورت دائمی، حداقل برای سالیان سال شکل گرفت.»: 137 
یکی از شوراهای سلطنتی در ۱۵۱۱ میلادی هسپانیولا، پورتو ریکو، جامائیکا و کوبا را تحت قدرت دیگو و «توسط حق پدرش» اعلام نمود. با این حال، اورابا و وراگوئه مستثنا شدند، چرا که شورا آنها را به عنوان کشف شده توسط «رودریگو دی بستیداس» در نظر گرفت. همچنین شورا عناوین دیگو را در نایب السلطنه و دریاسالاری به عنوان عناوین ارثی، گرچه افتخاری تأیید کرد. همچنین، دیگو یک دهم درآمد خالص کل را در مالکیت داشت. با این حال خیلی زود بین آنهایی که به دیگو و مقامات سلطنتی فرناندوی دوم وفادار بودند نزاع‌هایی شکل یافت. امور تا نقطه‌ای رو به وخامت گرایید که فردیناند دیگو را در ۱۵۱۴ میلادی احضار کرد. دیگو سپس پنج سال بعد را در اسپانیا سپری کرد در حالی که «بیهوده بر ادعاهایش اصرار می‌ورزید». در نهایت در ۱۵۲۰ میلادی، قدرت‌های دیگو توسط کار پنجم ترمیم یافتند.: 143–144, 148, 197 
دیگو در ۱۲ نوامبر ۱۵۲۰ میلادی در میانهٔ شورش محلی ضد حکومت اسپانیایی در ناحیه فرستادگان فرانسیسکن در رودخانهٔ کومانا، به سانتو دومینگو بازگشت. این مکان، محلی برای شورش‌های بردگان اسپانیایی بود که به موازات تجارت نمک و مروارید شکل گرفته بودند. دیگو «گونزالو دی اوکامپو» را در یکی از سفرهای اکتشافاتی به همراه ۲۰۰ مرد و ۶ کشتی فرسدات. سپس در ۱۵۲۱ میلادی، دیگو در تجارت بارتلمه د لاس کاساس سرمایه‌گذاری کرد تا ناحیه کومانا را بدین طریق آرام سازد. شکست او در این هدف را بر گردن دیگو انداختند که باعث از دست رفتن اعتماد به پادشاه گردید. این شکست به علاوه مخالفت با قدرت سلطنتی در کوبا، چارلز را مجبور کرد تا دیگو را در ۱۵۲۳ میلادی توبیخ کرده و او را به اسپانیا احضار کند.: 204–210, 213, 215 
اولین شورش بردگان در آمریکا در سانتو دومینگو طی ۲۶ دسامبر ۱۵۲۲ میلادی رخ داد، هنگامیکه جولوف‌های کارگری که به بردگی گرفته شده بودند، در مزارع شکر دیگو یک شورش را آغاز نمودند. طی این شورش، بسیاری از متمردانی که قبلاً به بردگی گرفته شده بودند توانستند به کوهساران داخل منطقه مستعمراتی فرار کنند، جایی که جوامع دور افتادهٔ مستقلی را در میان تائینوهای نجات یافته تأسیس نمودند. با این حال، بسیاری از شورشیان دستگیر شده و دریاسالار آنها را اعدام نمود.

## مرگ و میراث
پس از مرگش، سازشی در ۱۵۳۶ میلادی ایجاد شد که در آن پسرش «لوئیس کولون دی تولدو» به عنوان دریاسالار ایندیز لقب گرفت و تمامی سایر حقوق را در قبال مستمری سالانهٔ ۱۰٬۰۰۰ دوکاتی مادام العمری پس داد که شامل این موارد بودند: جزیرهٔ جامائیکا به عنوان تیول، ملک ۲۵ لیگ مربعی در باریکه پاناما که آن زمان به نام وراگوئا بود و عناوین دوک وراگوئا و مارکی جامائیکا.
پس از مرگ کلمب در ۲۳ فوریه ۱۵۲۶ میلادی در اسپانیا، اجاره‌ها، دفاتر مسئولیت و عناوین بر جدید توسط نسل او مورد مناقشه قرار گرفت.